# Голубенка
Голубе́нка —  село в Україні, у Новоархангельській селищній громаді Голованівського району Кіровоградської області. Населення становить 46 осіб.

## Населення
Згідно з переписом УРСР 1989 року чисельність наявного населення села становила 60 осіб, з яких 27 чоловіків та 33 жінки.
За переписом населення України 2001 року в селі мешкало 46 осіб.

### Мова
Розподіл населення за рідною мовою за даними перепису 2001 року:
| Мова       | Відсоток |
| ---------- | -------- |
| українська | 95,65 %  |
| молдовська | 2,17 %   |
| російська  | 2,17 %   |